# Liste des parcs d'État du Missouri

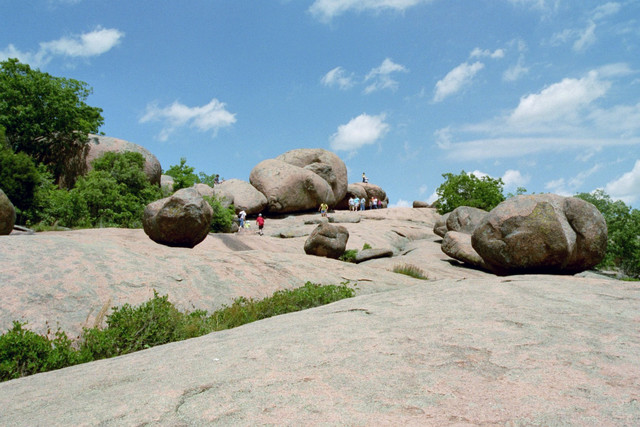
Elephant Rocks

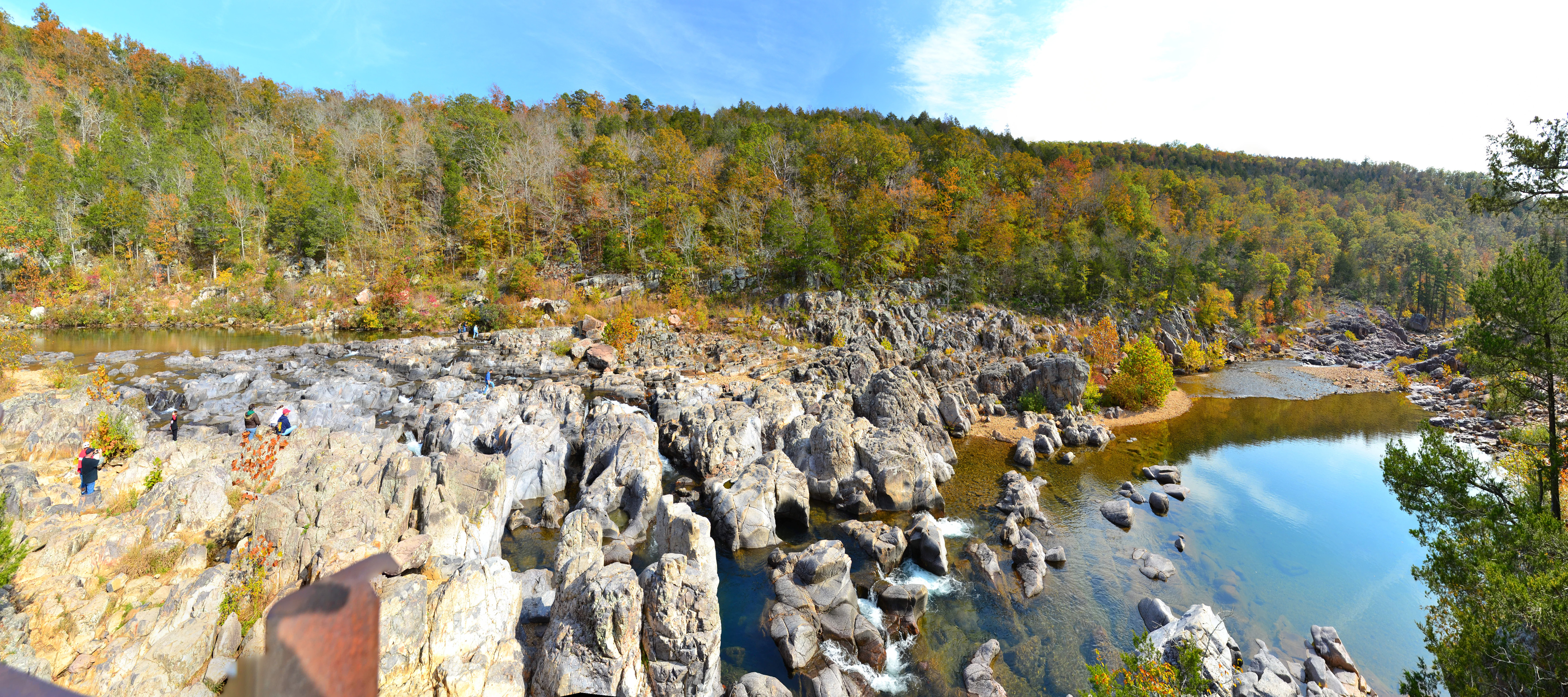
Johnson's Shut-Ins

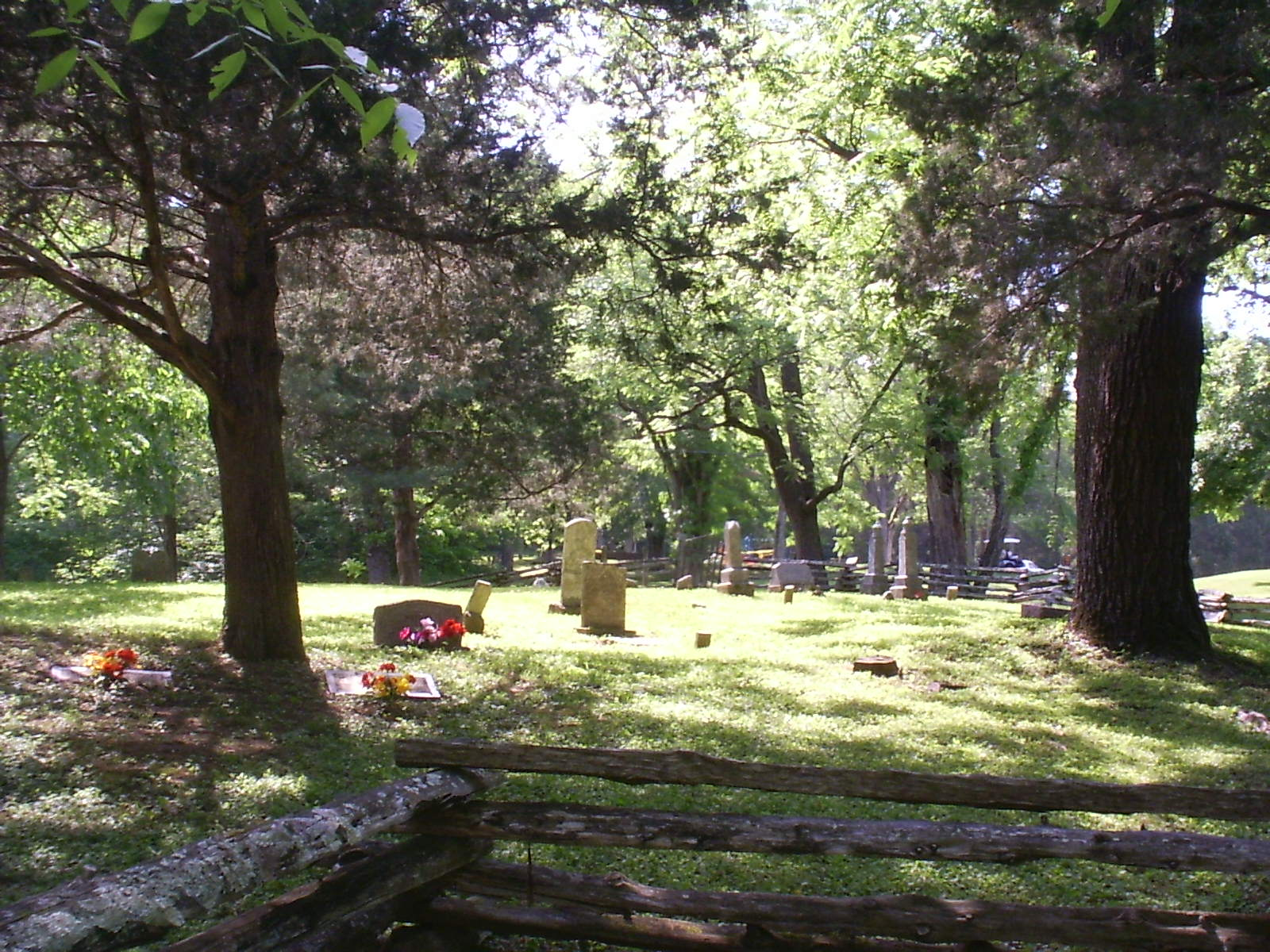
Johnson's Shut-Ins

Liste des parcs d'État du Missouri aux États-Unis d'Amérique par ordre alphabétique. Ils sont gérés par le Missouri Department of Natural Ressources.
- Arrow Rock
- Babler
- Sam A. Baker
- Battle of Athens
- Battle of Carthage
- Battle of Lexington
- Bennett Spring
- Big Lake
- Big Oak Tree
- Big Sugar Creek
- Bollinger Mill
- Boone's Lick
- Bothwell Lodge
- Castlewood
- Clark's Hill/Norton
- Complexe du Capitole de l'État du Missouri
- Confederate Memorial
- Crowder
- Cuivre River
- Deutschheim
- Dillard Mill
- Elephant Rocks
- Felix Vallé House
- Finger Lakes
- First Missouri State Capitol
- Fort Davidson
- Gen. John J. Pershing Boyhood Home
- Gov. Daniel Dunklin's Grave
- Graham Cave
- Grand Gulf
- Ha Ha Tonka
- Harry S Truman Birthplace
- Harry S Truman
- Hawn
- Hunter-Dawson
- Iliniwek Village
- Jewell Cemetery
- Johnson's Shut-Ins
- Jones-Confluence Point
- Katy Trail
- Knob Noster
- Lake of the Ozarks
- Lake Wappapello
- Lewis and Clark
- Locust Creek Covered Bridge
- Long Branch
- Mark Twain
- Mark Twain Birthplace
- Mastodon
- Meramec
- Missouri Mines
- Montauk
- Morris
- Nathan Boone Homestead
- Onondaga Cave
- Osage Village
- Pershing
- Pomme de Terre
- Prairie
- Roaring River
- Robertsville
- Rock Bridge Memorial
- Route 66
- Sandy Creek Covered Bridge
- Sappington Cemetery
- Scott Joplin House
- St. Francois
- St. Joe
- Stockton
- Table Rock
- Taum Sauk Mountain
- Thomas Hart Benton Home and Studio
- Thousand Hills
- Towosahgy
- Trail of Tears
- Union Covered Bridge
- Van Meter
- Wakonda
- Wallace
- Washington
- Watkins Mill
- Watkins Woolen Mill
- Weston Bend